# كمال خرخاش
 كمال خرخاش (1976 الجزائر) هو لاعب كرة قدم جزائري.

## روابط خارجية
- كمال خرخاش على موقع قاعدة بيانات كرة القدم.إي يو (الإنجليزية)
- كمال خرخاش على موقع ناشيونال فوتبول تيمز (الإنجليزية)